# Black Mountain Side
Black Mountain Side (с англ. — «Склон чёрной горы») — шестая песня с первого альбома британской рок-группы Led Zeppelin, первая их инструментальная композиция.
Гитарист Джимми Пейдж практически в одиночку (но со своим же наложением) играет на акустической гитаре, с небольшой помощью от индийского музыканта Вирама Ясани (играющего на табла).
Происхождение песни — композиция «Blackwaterside» фолк-рокового исполнителя Берта Дженша. Поэтому иногда авторство песни приписывают Пейджу и Дженшу, но официально автор только Пейдж.
Я не был здесь до конца оригинален. Песня часто исполнялась в фолк-клубах. Впервые этот рифф я услышал в исполнении Энн Бриггс. Некоторое время играл её сам, а потом появилась версия Дженша. Насколько я могу судить, он-то и кристаллизировал эту акустическую версию. — Джимми Пейдж в интервью Guitar Player, 1977
От внимания Дженша это «влияние» не укрылось. «Каждый раз, когда мы встречаемся с Джимми Пейджем, я замечаю, что он отводит взгляд», — заметил он в интервью журналу Classic Rock (2007).
На концертах Пейдж играл песню как часть своего инструментала «White Summer/Black Mountain Side». 
Одно из исполнений (запись 1970 года в Royal Albert Hall) можно услышать в качестве бонус-трека на альбоме Coda (переиздание 1993 года). 
«Black Mountain Side» здесь Пейдж играет в одиночку, а Джон Бонэм добавляет кое-что от себя на ударных в «White Summer».